# Jüdischer Friedhof Michelfeld

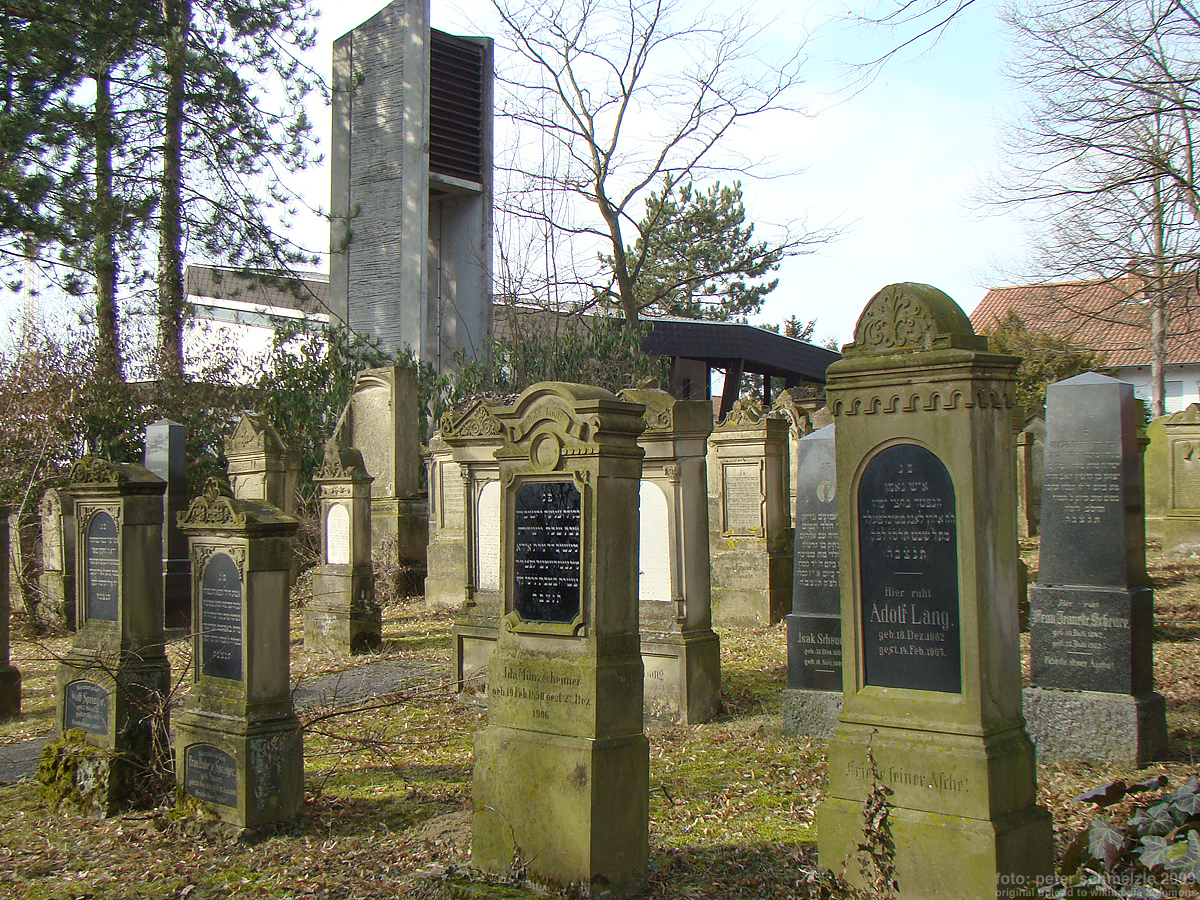
Jüdischer Friedhof in Michelfeld

Der Jüdische Friedhof Michelfeld in Michelfeld, einem Ortsteil der Gemeinde Angelbachtal im Rhein-Neckar-Kreis im nördlichen Baden-Württemberg, wurde 1868 angelegt.
Die jüdische Gemeinde Michelfeld hatte ihre Toten vor 1751 auf dem jüdischen Friedhof Oberöwisheim und danach in Waibstadt beigesetzt. Im Jahr 1868 wurde neben dem christlichen Friedhof ein jüdischer Friedhof angelegt, der 14,42 Ar groß ist. Die erste Bestattung fand 1868 und die letzte 1931 statt. Heute sind noch 89 Grabsteine vorhanden.